# Malay-le-Petit
Malay-le-Petit is een gemeente in het Franse departement Yonne (regio Bourgogne-Franche-Comté) en telt 334 inwoners (1999). De plaats maakt deel uit van het arrondissement Sens.

## Geografie
De oppervlakte van Malay-le-Petit bedraagt 11,0 km², de bevolkingsdichtheid is 30,4 inwoners per km².
De onderstaande kaart toont de ligging van Malay-le-Petit met de belangrijkste infrastructuur en aangrenzende gemeenten.

## Demografie
Onderstaande figuur toont het verloop van het inwonertal (bron: INSEE-tellingen).